# 高木勝
高木 勝（たかぎ まさる、1945年7月16日 - 2011年6月26日）は、日本の経済学者、経済評論家。明治大学政治経済学部教授（日本経済論、金融論）。

## 略歴
神奈川県生まれ。慶應義塾大学経済学部卒業後、富士銀行に入行。調査部、1982年-1987年ニューヨーク駐在、富士総合研究所経済調査部長などを経て、1998年より明治大学政治経済学部教授。
2011年6月26日、肺がんのため死去。65歳没。

## 著書
- 九勝六敗の日本経済――繁栄のために捨てる数字ゆずれない数字（光文社、1992年）
- 日本経済は復活する――1997-2000年の成長軌道（ダイヤモンド社、1994年）
- 日本経済次の一手（実業之日本社、1998年）
- 入門・景気の見方――「手づくり分析」で先を読む（PHP新書、1999年）
- 高木勝教授の経済情報活用術（生活情報センター、2004年）
- アメリカ一国支配の終焉（講談社+α新書、2005年）

共著
- 「日本の時代」は再び来るか（嶌信彦・高木勝共著、時事通信社、1994年）

監修
- パッと頭に入る金融（実業之日本社、1998年）
- パッと頭に入る経済常識（実業之日本社、1998年）
- パッと頭に入る世界経済常識（実業之日本社、1998年）
- パッと頭に入る銀行・証券・保険常識（実業之日本社、1998年）
- 金融・経済用語300――これだけは知っておきたい（実業之日本社、2000年）
- パッと頭に入る経済（実業之日本社、2001年）
- 図解人口減少日本――経済・金融・社会はこうなる!（実業之日本社、2006年）